# 제이미 머리 (배우)
제이미 머리(Jaime Murray, 1977년 7월 21일 ~ )는 잉글랜드의 배우이다. 아버지는 배우 빌리 머리이다.

## 출연 작품
- 디파이언스 3 (2015)
- 디파이언스 2 (2014)
- 프라이트 나이트2 (2013)
- 디파이언스 1 (2013)
- 더 파인더 (2011)
- 사무엘 블리크 (2011)
- 스파르타쿠스 : 갓 오브 아레나 (2011)
- 데블스 플레이그라운드 (2010)
- 허슬 4 (2007)
- 덱스터 시즌2 (2007)
- 이안 스톤의 죽음 (2007)
- 보치드 (2007)
- 허슬 3 (2006)
- 덱스터 시즌1 (2006)
- 허슬 2 (2005)
- 애니멀(영어판) (2005)
- 허슬 (2004)
- 더 빌 (1984)